# Rørledning
 For alternative betydninger, se Pipeline.
En rørledning, også betegnet pipeline, anvendes til at transportere væsker eller gas. 
Betegnelserne pipeline og rørledning anvendes i vid udstrækning for anlæg til transport af naturgas og olieprodukter (fra råolie til raffineret olie og petroleum). Transport i rørledninger anvendes såvel over landjorden som fra boreplatforme til fastlandet, hvor den supplerer transport med tankskibe. Transport gennem rørledninger har ofte store økonomiske fordele ved transport af store mængder, ikke mindst ved transport af naturgas. 
Også vand transporteres i vid udstrækning gennem rørledninger, ikke blot fra vandværk til forbruger, men også vandløb i byområder føres ofte gennem kortere eller længere netværk af rørledninger.
| Energi | Spire Denne artikel om produktion, distribution og forbrug af energi er en spire som bør udbygges. Du er velkommen til at hjælpe Wikipedia ved at udvide den. |